# Victor Varjac
Victor Varjac, né le 21 juillet 1949 à Paris, est un poète et dramaturge français.

## Biographie
Victor Varjac a suivi des études littéraires, philosophiques et journalistiques.
Membre de la SACD en 1990 et de la SACEM en 1971, il fonde et dirige en 1990 la compagnie théâtrale "l'Œil du Jour" dont Charles Charras professeur à l'école de théâtre Charles Dullin, mais aussi comédien, dramaturge et poète devint le Président d'Honneur. On doit, entre autres, à cette compagnie la création mondiale de "Paris ou les vertiges d'un songe" (Montmorency 1991) et "Des portes du chaos" (Paris 1993).
Il crée en mars 2000 à Nice « L’île des Poètes ».
Créateur et animateur de la seule émission française télévisée « Les Visages de la Poésie » (Nice TéléVision) uniquement consacrée à la poésie contemporaine (2000-2004). Émission suivie d’une signature à la librairie « Brouillon de Culture » à Nice du poète invité (2000-2011).
Créateur et animateur de nombreuses émissions radiophoniques ayant pour thème "la poésie" (Radio Paris, Radio Lutèce, Radio Paris Île-de-France, etc.)
Création en mars 2001 à Nice du « Printemps des Poètes Off ».
Après la rencontre, au Festival du Livre de Mouans-Sartoux en 2005, avec Isabelle Courtens, Varjac est entré dans l'œuvre de son époux, le peintre Jacques Courtens, disparu à Grasse, en 1988.
À partir de ce monde pictural « Merveilleux », Varjac a créé "Le Royaume de la Magie Bleue" qu'il a baptisé "Blaiwir-Magia.
De cette aventure est née, pour les festivités annuelles organisées par la municipalité de Grasse : Exporose 2007, la fantaisie théâtrale et poétique "La Rose, l'Aventurier et le Rêveur." Création mondiale de la pièce par la compagnie du Théâtre National des Marionnettes de Moscou, à partir des personnages issus des œuvres de Jacques Courtens métamorphosés en marionnettes géantes de quatre  mètres de hauteur.
Varjac poursuit la composition d'une trilogie théâtrale et poétique : La Princesse de Chrystal, vous pouvez découvrir sur You Tube le prélude de cette aventure intitulé : Oxalyne, Princesse de Chrystal. 
Des conférences sont organisées autour de l'épopée théâtrale unique en son genre.
Délégué et conseiller artistique de « La Forêt des 1000 poètes » (85 pays) association fondée par René Varennes, à l’initiative de l’organisation des premiers États généraux de la Poésie et de la Culture (2000).
Secrétaire général de "Rencontres artistiques et littéraires"
Membre fondateur du triangle d’or -- Dublin, Nice, Saint-Pétersbourg -- (Union informelle de poètes résidant dans les villes citées)

## Œuvres
Recueils de poésies
- L'Âme d'un poète (1971), Eds. du Cercle Romantique
- Le Romantisme ou la Défense de l'art (essai, 1971), Eds. du Cercle Romantique
- L'Appel des ombres (1976), Eds. Maison rhodanienne de poésie
- L'Encrier du diable (1978), Eds. Maison rhodanienne de poésie
- Fleurs sauvages (1979), Eds. Maison rhodanienne de poésie
- La Chair du néant (1981), Eds. Maison rhodanienne de poésie
- Les Amants du silence (1983), Eds. Chemins de Plume
- Le Pêcheur d'ombre (1984), Eds. Maison rhodanienne de poésie
- Gerbes solaires (1989), Eds. Maison rhodanienne de poésie
- L'Homme imaginaire (2004), Eds. Melis  (ISBN 2-914333-84-6)
- Le Chant des coquillages (2004), Eds. Chemins de Plume  (ISBN 2-84954-003-X)
- Le Dragon de poussière (2006), Eds. Melis  (ISBN 2-35210-010-0)
- Le chemin des Rêves (2009), Eds. Chemins de Plume  (ISBN 978-2-84954-083-1)
- La Rouille des Jours (2010), Eds. Melis  (ISBN 978-2-35210-052-2)
- Les Fiançailles de l'Aube (2013), Eds. Chemins de Plume  (ISBN 978-2-84954-133-3)

Théâtre
- Paris, ou les Vertiges d'un songe (création en 1991)
- Les Portes du chaos (1993), Eds. Maison rhodanienne de poésie
- La Rose, l'Aventurier et le Rêveur (2007), d'après les tableaux de Jacques Courtens, Eds. Dandoy CompoGravure, Vallauris  (ISBN 2-916118-02-0)
- Livret de l'opéra Nahylia (2008) pour Henri-Jean Schubnel (compositeur)
- La Princesse de Chrystal  (2012) Trilogie fantastique,d'après l'œuvre picturale de Jacques Courtens, comprenant : Florina, Oxalyne et Clarissa